# Eupithecia curzoni
Eupithecia curzoni är en fjärilsart som beskrevs av Charles Stuart Gregson 1884. Eupithecia curzoni ingår i släktet Eupithecia och familjen mätare. Inga underarter finns listade i Catalogue of Life.